# Vileši
Vileši är en ort i Bosnien och Hercegovina.   Den ligger i entiteten Federationen Bosnien och Hercegovina, i den centrala delen av landet, 70 km väster om huvudstaden Sarajevo. Vileši ligger 700 meter över havet och antalet invånare är 243.
Terrängen runt Vileši är huvudsakligen kuperad, men åt nordväst är den platt. Närmaste större samhälle är Bugojno, 4,3 km väster om Vileši. 
Omgivningarna runt Vileši är en mosaik av jordbruksmark och naturlig växtlighet. Runt Vileši är det ganska tätbefolkat, med 93 invånare per kvadratkilometer.